# Haplidia sparsepunctata
Haplidia sparsepunctata är en skalbaggsart som beskrevs av Rudolph Petrovitz 1967. Haplidia sparsepunctata ingår i släktet Haplidia och familjen Melolonthidae. Inga underarter finns listade i Catalogue of Life.